# Arturs Zagars
Arturs Zagars (letó: Artūrs Žagars)  (Riga, 21 d'abril de 2000) és un jugador de bàsquet letó. Amb 1,90 d'alçada, el seu lloc natural a la pista és el de base.

## Carrera esportiva
Zagars és un jugador format a les categories inferiors del DSN Riga de Letònia, i va ser fitxat per l'equip júnior del Club Joventut Badalona a l'estiu de 2017. El seu debut oficial amb el primer equip de la Penya va ser a la temporada 2017-18, en un partit de lliga davant el Baskonia. La temporada 2018-19 juga al CB Prat, equip vinculat al Joventut.

### Selecció nacional
Amb la selecció de Letònia ha estat internacional sub16 en els europeus de 2015 (Kaunas) i 2016 (Radom). Amb la selecció sub18 ha sigut subcampiona d'Europa el 2018 en perdre la final davant Sèrbia per 99 a 90, en un partit on Zagars va ser el millor del seu equip amb 26 punts i 28 de valoració, després d'haver classificat prèviament la selecció per disputar-la havent anotat 35 punts davant Rússia.